# Municipio de Nebo (Dakota del Norte)
El municipio de Nebo (en inglés: Nebo Township) es un municipio ubicado en el condado de Bowman en el estado estadounidense de Dakota del Norte. En el año 2010 tenía una población de 26 habitantes y una densidad poblacional de 0,28 personas por km².

## Geografía
El municipio de Nebo se encuentra ubicado en las coordenadas 46°4′41″N 103°40′33″O / 46.07806, -103.67583. Según la Oficina del Censo de los Estados Unidos, el municipio tiene una superficie total de 92.94 km², de la cual 92,86 km² corresponden a tierra firme y (0,08 %) 0,08 km² es agua.

## Demografía
Según el censo de 2010, había 26 personas residiendo en el municipio de Nebo. La densidad de población era de 0,28 hab./km². De los 26 habitantes, el municipio de Nebo estaba compuesto por el 100 % blancos. Del total de la población el 0 % eran hispanos o latinos de cualquier raza.